# Pseudeupalamus flavescens
Pseudeupalamus flavescens là một loài tò vò trong họ Ichneumonidae.